# Bergische Ämterverfassung im Jahr 1363

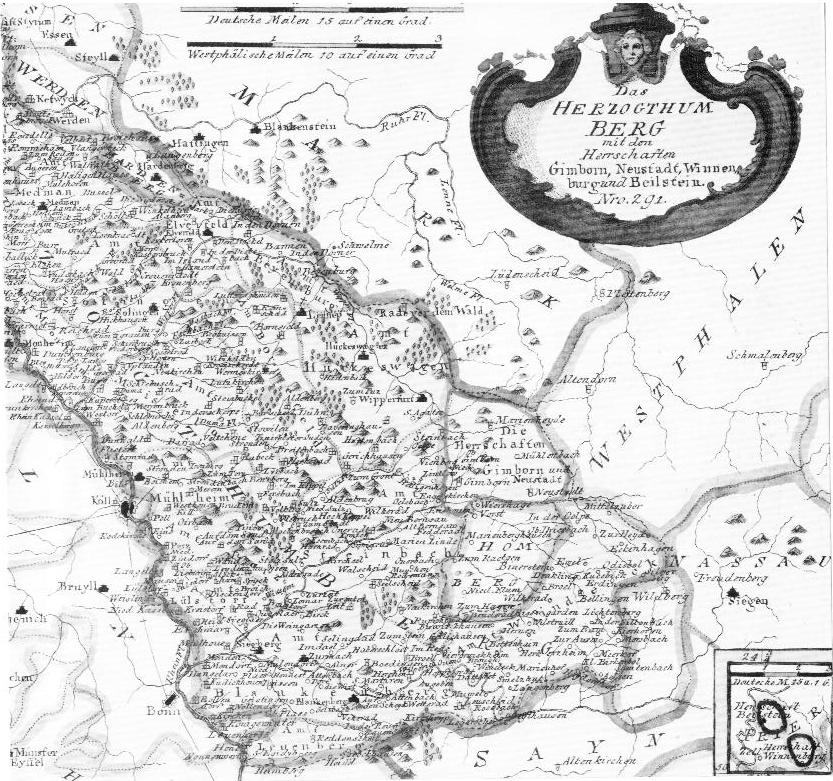
Lage der Ämter im Herzogtum Berg (1791)

Die Bergische Ämterverfassung im Jahr 1363 ist in einer Urkunde überliefert, die anlässlich der Verschreibung einer jährlichen Leibrente am 6. September 1363 ausgestellt wurde. Ämterverfassung bezeichnet in den Geschichtswissenschaften ein territoriales Verwaltungsprinzip, bei dem Teile der zuvor landesherrschaftlich gebundenen Rechte der Administration und Gerichtsbarkeit auf Ämter verteilt und von diesen im Namen des Landesherrn wahrgenommen wurden. Erstmals erwähnt werden in der Urkunde die acht später als Hauptämter klassifizierten Ämter der Grafschaft Berg. Die Urkunde dokumentiert somit, dass der um die Mitte des 13. Jahrhunderts in der Grafschaft einsetzende Prozess der Ämterbildung zum Zeitpunkt ihrer Abfassung weitgehend abgeschlossen war.

## Geschichte
Erste Schritte zur Ämterverfassung wurden bereits mit dem Kauf der Gerechtsame und der Niedergerichtsbarkeit in Overath und Altenrath im Jahr 1311 getan, mit dem die Kirchspiele Overath und Altenrath der Grafschaft Berg angeschlossen wurden. Um diese Zeit wurden mehrere Kirchspiele zum Amt Steinbach vereinigt.
In der aus dem Jahr 1363 erhaltenen Urkunde stehen zunächst die Städte Ratingen, Düsseldorf, Wipperfürth, Lennep, Radevormwald und Mülheim am Rhein. Sodann werden die Ämter Angermund, Monheim, Mettmann, Solingen, Miselohe, Bornefeld mit Hückeswagen, Bensberg und Steinbach erwähnt. Ausgelassen werden das Amt Beyenburg, das erstmals 1396 als Amt erscheint, sowie die Kellnerei Burg und die Vogtei Siegburg. Das spätere Amt Porz war ursprünglich Amt Bensberg; manchmal findet man auch die Bezeichnung Amt Bensberg/Porz. Der Amtmann hatte auch weiterhin seinen Sitz auf der Burg Bensberg, während sein Obergericht mit den entsprechenden Verwaltungsaufgaben in Porz ansässig war.
Als Grundlage für eine einheitliche Regelung der allgemeinen Verwaltungshoheit in der Grafschaft Berg blieb die Ämterverfassung für mehr als vier Jahrhunderte bestimmend.

## Organisation und Aufgaben der Ämter
An der Spitze eines Amtes (officium) stand der Amtmann (officiatus). Dabei handelte es sich um eine Person aus dem ritterbürtigen Adel, der vom Landesherrn ernannt wurde. Auf diesen wurde er vereidigt und in der Regel auf Lebenszeit ernannt. Oft waren die Amtmänner gleichzeitig Burgvorsteher. Ein Amtmann erhielt Einkünfte in Form von Brüchten, Rentenverschreibungen, Naturalbezüge, Kostenerstattungen usw. Zu seinen Aufgaben gehörten u. a.:
- Oberaufsicht über die Verwaltung der Polizei-, Rechts- und Schutzfunktionen,
- Verhinderung der Errichtung von Einrichtungen, die dem Landesherrn abträglich waren, wie zum Beispiel feste Plätze, Richtstätten, Häuser, Mühlen oder Kirchen, wenn sie nicht schon von alters her bestanden,
- Bewachung der Grenzen und Landwehren zum Schutz der Bevölkerung gegen das Räuberunwesen oder bei Heeresdurchzügen,
- Wahrung des Landfriedens,
- Befehlshaber der Ritter und waffenfähigen Leute in Kriegszeiten.

So hatte er sich einerseits um die Befehle und Verordnungen des Landesherrn zu sorgen und andererseits die alten Rechtsverhältnisse und Gewohnheiten zu wahren. Zudem war er landesherrlicher Beamter, der amtliche, lehnsrechtliche und landrechtliche Funktionen hatte. Als Hüter der öffentlichen Ordnung war er in seinem Sprengel oberster Gerichtsherr und hatte die Aufsicht über Strafvollzug, Gerichtsbußen, Haft und Pranger bis zur Exekution.
Die Verwaltung der landesherrlichen Güter, Patronate, Pachthöfe, Renten, Freiheiten und nicht verpachteten Zölle, Naturallieferungen und Zinsen lag hingegen nicht beim Amtmann, sondern beim Kellner oder Landrentmeister. Häufig lagen die beiden Ämter Amtmann und Kellner auch in einer Hand.
Mit der Ämterverfassung wurde erreicht, dass die Verwaltung auf öffentliche Leistungen der Untertanen – insbesondere auf allgemeine Steuern – aufgebaut war, die nichts mit der Grundherrschaft zu tun hatten und ohne förmliche Auflösung der Hofverbände die Obergewalt des Landesherrn und seines Gerichtswesens sicherstellten.

## Dualismus
In den gleichen Jahrzehnten der Konstitution der Ämterverfassung wurde das Bergische Ritter- und Landrecht aufgezeichnet. Es brachte Ritterschaft und Städte als eigene Rechtsträger ins Spiel. Dadurch bildete sich der Dualismus von Landesfürst und Ständen zum spätmittelalterlichen Ständestaat aus, der erst mit der Landeskirchenhoheit der Reformation und dem Aufkommen einer neuen Heeresverfassung gegenüber dem landesfürstlichen Absolutismus zurückwich.